# Banco de semillas (Ecología)
En Ecología, los bancos de semillas corresponden a propágulos viables (usualmente semillas en estado de latencia), que se encuentran generalmente enterradas en el suelo. Unas pocas especies permanecen viables por más de 100 años.

## Tipos de bancos de semilla
Aunque en los bosques húmedos y lluviosos tropicales es bastante común que las semillas germinen poco después de la dispersión (por ejemplo, Ng 1997, Gonzales 1991, Vazques-Yanes & Orozco-Segovia 1900a) citados por Gariguata y Kattan, (2002), algunas especies presentan, ya sea una germinación tardía, una latencia condicional o combinación de ambas. La germinación de una semilla.
Montenegro-S. et al.(2006) cita a los siguientes autores, mencionando que las semillas de las especies que forman bancos de semillas a menudo entran en un periodo de latencia una vez son liberadas de la planta parental; esta estrategia les permite tolerar la variación climática, las fluctuaciones en la disponibilidad de nutrientes y sobrevivir a periodos desfavorables prolongados (Bliss & Zedler 1998), es así como algunas especies de plantas sobreviven a las épocas secas debido a la formación de un gran BS durante periodos de disponibilidad de agua (Warwick& Brock 2003).
Se reconocen básicamente dos tipos de bancos de semillas: transitorio y persistente. El primero hace referencia a aquellas semillas enterradas a menos de 5 cm de la superficie del suelo, y que germinan en menos de un año. Los bancos de semilla persistentes en cambio corresponden a semillas enterradas a más de 5 cm de profundidad y permanecen varios años sin producir nuevas plántulas. Generalmente una perturbación (fuego, remoción de biomasa, etc) desencadenan que la latencia de las semillas se rompa y logren la germinación.